# Paulo Osny May
Paulo Osny May (26 de abril de 1937 – Tubarão, 14 de julho de 2010), também chamado Paulino May, foi comerciante, advogado, professor e político brasileiro.

## Vida
Paulo Osny May nasceu em 26 de abril de 1937 em Tubarão, no estado de Santa Catarina. Foi casado com Ilsa Fretta May, com quem teve Paulo Osny May Júnior, André, Maurício e Vanessa Fretta May. Ao longo da vida, atuou como comerciante, professor, advogado e então político. Na vida pública, foi vereador de 1969 a 1972, vice prefeito de 1973 a 1976, prefeito de 1977 a 1982 e vereador de 1989 a 1992. Em 1996, se recandidatou à prefeitura, mas não se reelegeu e saiu da vida pública. Em maio de 2010, fez cirurgia cardíaca que lhe trouxe complicações. Em 14 de julho, morreu de falência múltipla dos órgãos no Hospital Socimed. Foi velado no Museu Willy Zumblick e sepultado no Cemitério Horto dos Ipês.
Em sua gestão como prefeito, pela qual é considerado um dos melhores políticos a ocupar tal posição, fez o Cemitério Horto dos Ipês, o levantamento aerofotogramétrico e organização das comunidades dos bairros e localidades do interior pela Fundação Municipal para o Desenvolvimento Social e Comunitário (FUNDESCO), pavimentação com rede de esgotos, a edificação do Ginásio de Esportes de Capivari e Humaitá, das pontes Dilney Chaves Cabral e Manoel Alves dos Santos e o Centro Produtor de Oficinas. Ainda revitalizou as praças do centro, abriu vias novas, aumentou a vazão do rio Tubarão e ampliou o maquinário e assistencialismo social aos funcionários da prefeitura.